# Caligavis subfrenata
El mielero gorjinegro (Caligavis subfrenata) es una especie de ave paseriforme de la familia Meliphagidae endémica de Nueva Guinea. 

## Taxonomía
El mielero gorjinegro fue descrito científicamente por el ornitólogo italiano Tommaso Salvadori en 1876 como Ptilotis subfrenata'. El epíteto específico deriva del latín sub que significa «cerca de» y frenata, que hace referencia a la especie Ptilotis frenata, debido a su similitud a esta última. Anteriormente era clasificado en el género Lichenostomus, pero se trasladó a Caligavis tras los resultados de un análisis de filogenética molecular publicado en 2011 que demostró que el género anterior era polifilético.
En clasificaciones anteriores se reconocían varias subespecies, C. a. subfrenata, C. a. salvadorii, C. a. utakwensis y  C. a. melanolaema, pero en publicaciones actuales es tratada como monotípica.